# Rejon szkudzki
Rejon szkudzki (lit. Skuodo rajono savivaldybė) – rejon w północno-zachodniej Litwie.